# Croce Rossa Italiana nella Repubblica Sociale Italiana
La Croce Rossa Italiana nella Repubblica Sociale Italiana (ufficialmente solo Croce Rossa Italiana), è stata la società nazionale di Croce Rossa della Repubblica Sociale Italiana.
Spaccato in due il paese, dopo l'armistizio di Cassibile, con la nascita della Repubblica Sociale Italiana, la Croce Rossa Italiana si trovò di fatto divisa fra le due parti del fronte. I comitati erano isolati fra di loro, gli ospedali da campo venivano saccheggiati, e l'organizzazione nella parte del paese controllata dai tedeschi era sospettata di proteggere i renitenti alla leva e gli "imboscati", se non di aperta connivenza con la resistenza. La sede del Nord venne fissata ad Aprica, in provincia di Sondrio. Con la ricostituzione nel giugno 1944 del Comitato Centrale a Roma, nella stessa sede di via Toscana in cui si trova tutt'oggi, la divisione delle due società "nazionali" fu definitiva.
Per venire incontro alle esigenze belliche, vennero istituite le "Infermiere Ausiliarie della Croce Rossa", dette scherzosamente "sorelline", arruolate con il grado di sergente dopo un corso di due mesi, e poste con competenze limitate agli ordini di una "Sorella". Parallelamente venne creato dalla Repubblica il Servizio Ausiliario Femminile (S.A.F.), le cui appartenenti vennero impiegate in compiti prettamente sanitari: attirate dalla possibilità di svolgere mansioni infermieristiche, con un trattamento economico uguale a quello dei militari, molte Infermiere Volontarie confluirono in quest'ultimo servizio.
Attraverso i contatti con Ginevra, le due società furono attive nel gestire i messaggi di Croce Rossa, mantenendo in contatto numerose famiglie divise dalla linea del fronte.
Con la caduta della Repubblica Sociale nel 1945, la Croce Rossa si ristrutturò in un'unica società nazionale.